# Isole del Duca di Gloucester

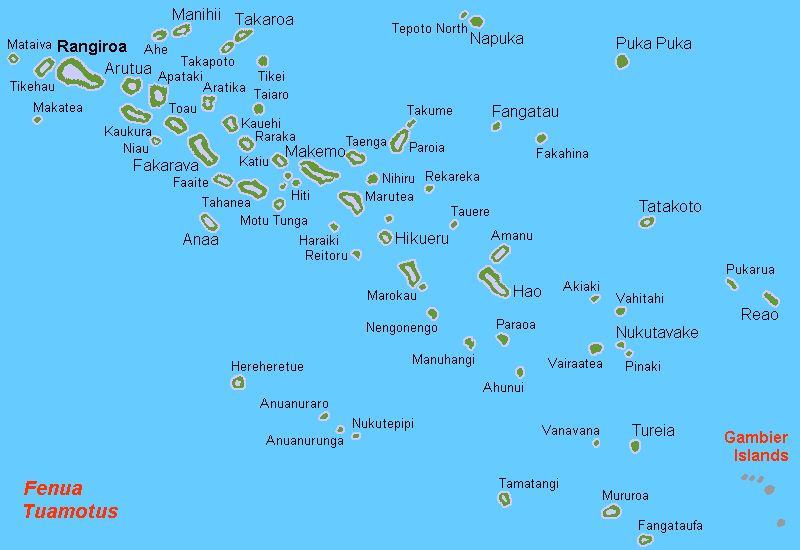
Mappa delle Tuamotu; le Isole del Duca di Gloucester sono posizionate a Sud del gruppo principale delle Tuamotu.

Le Isole del Duca di Gloucester (Francese: Îles du Duc de Gloucester) è un sottogruppo delle isole Tuamotu nella Polinesia Francese. Sono a Sud di Tahiti e a Sud del principale gruppo delle Tuamotu.
Le Isole del Duca di Gloucester includono quattro atolli relativamente piccoli:
- Anuanuraro
- Anuanurunga
- Hereheretue
- Nukutepipi

Hereheretue è posizionata abbastanza lontano dal gruppo dei tre atolli a cui appartiene.
Sono isole selvagge; l'unica permanentemente abitata è Hereheretue (57 abitanti nel 2002).

## Amministrazione
Amministrativamente le Isole del Duca di Gloucester appartengono al comune di Hereheretue, che è associato al comune di Hao.